# 源信 (僧侶)

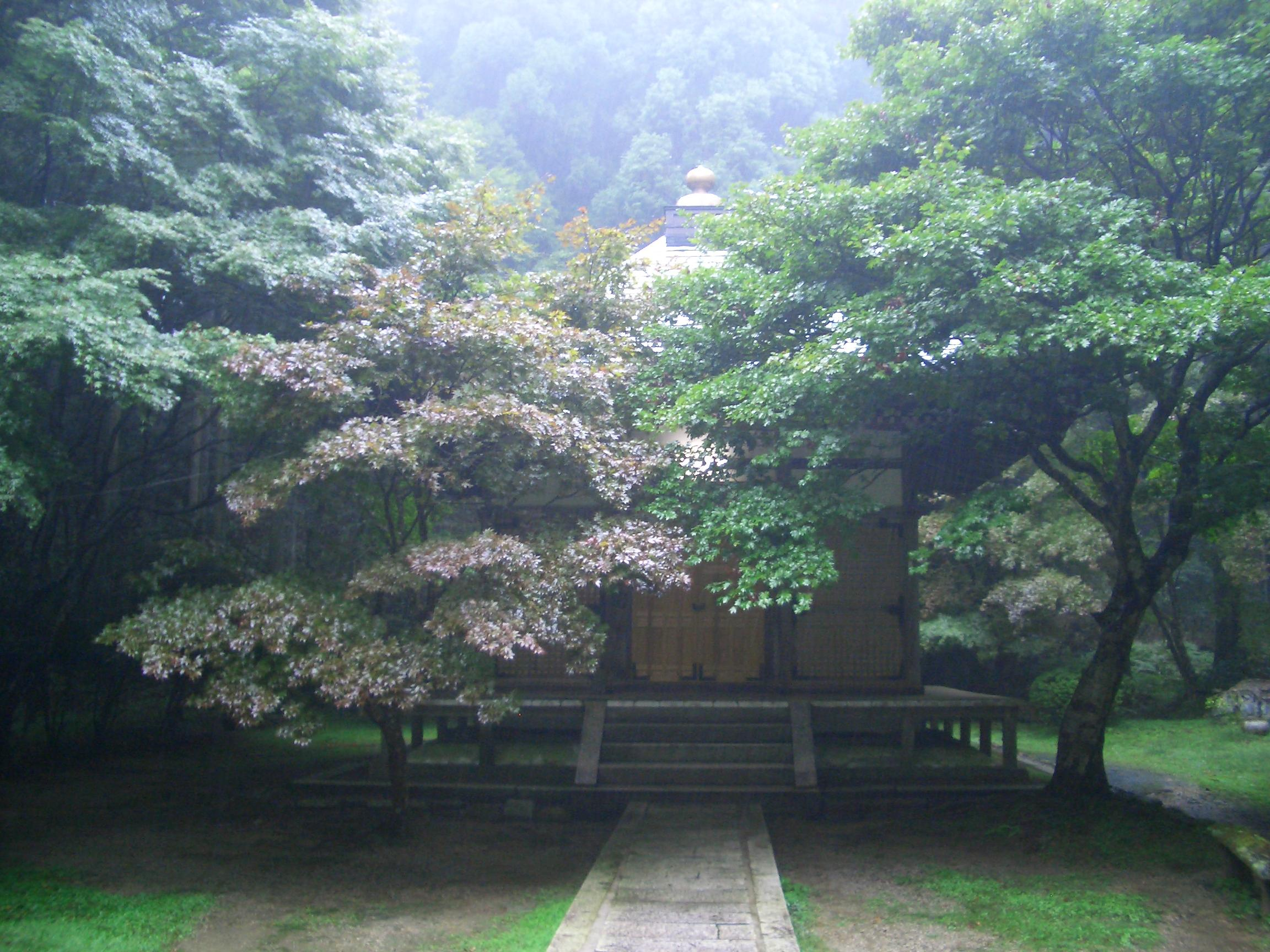
恵心院
（比叡山延暦寺横川兜率谷）

源信（げんしん）は、平安時代中期の天台宗の僧。恵心僧都（えしんそうず）、横川僧都（よかわそうず）と尊称される。天台宗恵心流の祖。学才に恵まれ、浄土教のみならず、因明、性相、天台など幅広い分野に亘って著作を残した。

## 生涯

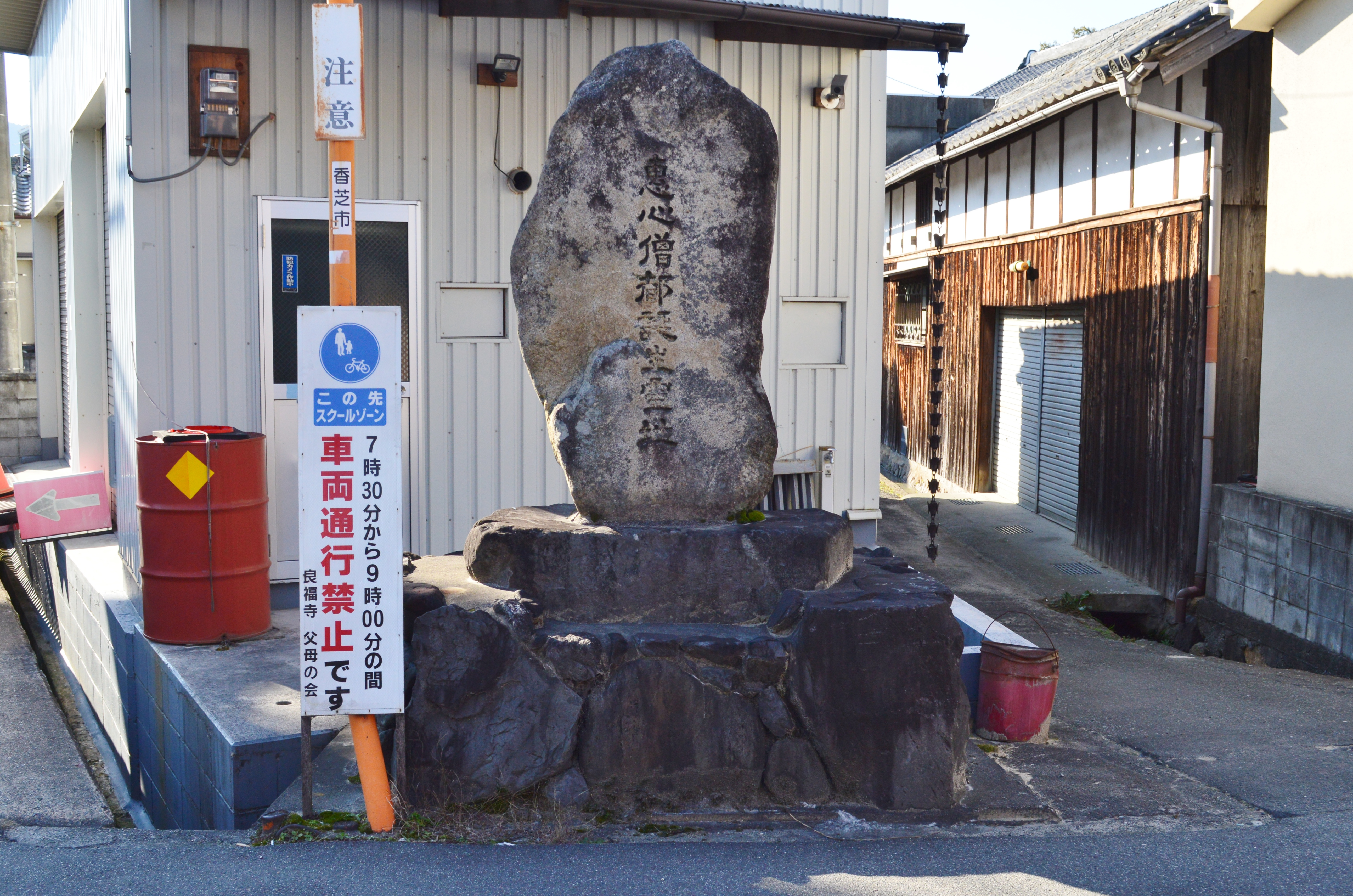
恵心僧都誕生霊地碑
（奈良県香芝市）

※年齢は、数え年。日付は、文献との整合を保つため、旧暦（宣明暦）表示（歿年月日を除く）とした。
天慶5年（942年）、大和国（現在の奈良県）北葛城郡当麻に生まれる。幼名は「千菊丸」。父は卜部正親、母は清原氏。
天暦2年（948年）、7歳の時に父と死別。
天暦4年（950年）、信仰心の篤い母の影響により9歳で、比叡山中興の祖慈慧大師良源（通称、元三大師）に入門し、止観業、遮那業（＝密教）を学ぶ。
天暦9年（955年）、得度。
天暦10年（956年）、15歳で『称讃浄土経』を講じ、村上天皇により法華八講の講師の一人に選ばれる。そして、下賜された褒美の品（布帛〈織物〉など）を故郷で暮らす母に送ったところ、母は源信を諌める和歌を添えてその品物を送り返した。その諫言に従い、名利の道を捨てて、横川にある恵心院（現在の建物は、坂本里坊にあった別当大師堂を移築再建）に隠棲し、念仏三昧の求道の道を選ぶ。
母の諫言の和歌 - 「後の世を渡す橋とぞ思ひしに 世渡る僧となるぞ悲しき まことの求道者となり給へ」
天元1年（978年）『因明論疏四相違略註釈』を著し、学僧として頭角を現す。
永観2年（984年）11月、師・良源が病におかされ、これを機に『往生要集』の撰述に入る。永観3年（985年）1月3日、良源は示寂。
寛和元年（985年）3月、『往生要集』を脱稿する。
寛弘元年（1004年）、藤原道長が帰依し、権少僧都となる。
寛弘2年（1005年）、母のかつての諫言の通り、名誉を好まず、わずか1年で権少僧都の位を辞退する。『大乗対倶舎抄』を著す。
寛弘3年（1006年）、あらゆる衆生が仏となれるとする一乗思想を説く『一乗要決』（いちじょうようけつ）を書き上げる。
長和3年（1014年）、『阿弥陀経略記』を撰述。
寛仁元年6月10日（1017年7月6日）、76歳にて遷化。臨終にあたって阿弥陀如来像の手に結びつけた糸を手にして、合掌しながら亡くなった。

## 著作
- 『因明論疏四相違略注釈』3巻
- 『往生要集』3巻
- 『大乗対倶舎抄』14巻
- 『一乗要決』3巻
- 『阿弥陀経略記』1巻
- 『法華經義讀』1巻
- 『横川法語』
- 『観心略要集』（源信の名に仮託した後世の作とする説がある）

## 後世への影響
源信は日本の浄土教の祖と称され、良忍、法然、親鸞などに大きな影響を与えた。
浄土宗の開祖である法然は、源信の主著『往生要集』によって7世紀の唐の僧善導の浄土思想を知ることとなった。
浄土真宗では、七高僧の第六祖とされ、源信和尚（げんしんかしょう）、源信大師と尊称される。
浄土真宗の宗祖とされる親鸞は、主著『顕浄土真実教行証文類』（『教行信証』）「行巻」の末尾にある偈頌『正信念仏偈』（『正信偈』）「源信章」で、「源信広開一代教 偏帰安養勧一切 専雑執心判浅深 報化二土正弁立 極重悪人唯称仏 我亦在彼摂取中 煩悩障眼雖不見 大悲無倦常照我」と源信の徳と教えを称えている。また『高僧和讃』において、「源信大師」10首を作成し称讃している。
なお、紫式部の『源氏物語』に登場する横川の僧都は、源信をモデルにしているとされる。

## 源信千年遠忌
2016年は源信千年遠忌に当たり宗派の枠を超えて浄土宗と西本願寺が延暦寺（天台宗総本山）において法要を営んだ。また、源信千年遠忌を迎えたのに合わせ、2017年2月には天台宗総本山・延暦寺の座主を導師に浄土宗総本山・知恩院と浄土真宗本願寺派本山・西本願寺において法要が営まれることとなった（天台宗最高位の座主が両寺で法要を営むのは史上初）。